# Železna županija
Železna županija ali županija Vas (madžarsko Vas vármegye, nemško Eisenburg) je županija na zahodu Madžarske. Upravno središče županije je Sombotel (Szombathely).
Županija meji na Slovenijo in Avstrijo (Gradiščansko) ter na županije Zala, Veszprém in Győr-Moson-Sopron.
Pred letom 1918 je županija obsegala še večji del danes slovenskega Prekmurja z Mursko Soboto vred, južni del danes avstrijske Gradiščanske (območji Oberwarta in Güssinga), nekaj vasi severno od Zalaegerszega, ki danes pripadajo Zalski županiji, ter nekaj ozemlja zahodno od Pápe, ki so ga priključili Veszprémski županiji, medtem ko so k Železni županiji priključili del nekdanje Sopronske županije. 
Najpomembnejša reka, ki teče skozi županijo, je Raba. 
Na njenem ozemlju, zlasti v Slovenskem Porabju južno od Monoštra živi tudi okoli 6.000 pripadnikov slovenske manjšine. 
Na Petrovem Selu (Szentpéterfa), v Židanu (Horvátzsidány) in na Gornjem Četaru (Felsőcsatár) je naseljena hrvaška gradiščanska manjšina, kjer poučujejo tudi gradiščanščino.

### Mestna okrožja
- Sombotel (Szombathely), sedež županije
- Kiseg (Kőszeg)

### Mesta in večji kraji
(po številu prebivalcev)
- Mala sela (Sárvár)
- Kermendin (Körmend)
- Celldömölk
- Monošter (Szentgotthárd)
- Železnograd (Vasvár)
- Csepreg
- Répcelak
- Bük
- Šentpeter (Őriszentpéter)